# ГЕС Жирау
ГЕС Жирау — гідроелектростанція на південному заході Бразилії, у штаті Рондонія. Знаходячись перед ГЕС Санту-Антоніу, становить верхній ступінь у каскаді на річці Мадейра, котра є найбільшою правою притокою Амазонки та другою за довжиною річкою у Південній Америці.
У межах проекту річку перекрили комбінованою греблею максимальною висотою 62 метри, яка містить кам'яно-накидну ділянку з асфальтовим ядром та бетонні секції (включаючи два машинні зали). Загальна довжина цієї споруди вигнутої форми, що проходить через розташований по центру Мадейри острів, становить понад 3,5 км (плюс завершуюча її на правобережжі дамба довжиною понад 2 км). Вона утримує водосховище з площею поверхні до 361,6 км2, причому, враховуючи значний розмір природних водойм, під затоплення пішло лише 207,7 км2. Сховище має об'єм 2749 млн м3 та максимальний операційний рівень поверхні на позначці 90 метрів НРМ (під час повені може збільшуватись до 92 метрів НРМ). Враховуючи надзвичайну водність Мадейри, водоскиди забезпечують пропуск до 82,6 тис. м3/сек.
Два інтегровані у греблю машинні зали обладнали п'ятдесятьма гідроагрегатами із бульбовими турбінами потужністю по 75 МВт, які при напорі у 19,9 метра (чистий напір 15,2 метра) повинні забезпечувати річне виробництво понад 19 млрд кВт-год електроенергії.
Під час спорудження ГЕС використали 2,9 млн м3 бетону, 180 тис. тонн сталі та здійснили екскавацію ґрунту та скельних порід в обсязі 50,3 млн м3.
Видача продукції відбувається по ЛЕП довжиною 2375 км, розрахованій на роботу під напругою 500 кВ.
Проект реалізували через компанію Sustentável do Brasil S.A. (ESBR), яка належить французькій ENGIE (40 %), Eletrobras Eletrosul (20 %), Eletrobras Chesf (20 %) та Mizha Participações (20 %, дочірня компанія японської Mitsui).